# Campeonato Sub-17 de la Concacaf de 2017
El Campeonato Sub-17 de la Concacaf de 2017 fue la 18.ª edición del torneo de fútbol que se llevó a cabo en Panamá. Participaron selecciones con jugadores menores de 17 años, y sirvió como clasificación de cuatro equipos de la Concacaf a la Copa Mundial de Fútbol Sub-17 de 2017 en India.

## Equipos participantes
| Equipos participantes | Equipos participantes | Equipos participantes | Equipos participantes |
| --------------------- | --------------------- | --------------------- | --------------------- |
| Canadá                | Estados Unidos        | El Salvador           | Panamá                |
| Costa Rica            | Haití                 | Jamaica               | Surinam               |
| Cuba                  | Honduras              | México                | Curazao               |

## Sedes
El Estadio Maracaná, localizado en el Corregimiento de El Chorrillo, Distrito de Panamá, provincia de Panamá, área conocida como Cinta Costera 3 con capacidad de 5.500 aficionados y el Estadio Rommel Fernández antes llamado Estadio Revolución, ubicado en la Ciudad de Panamá, con 32.000, fueron las sedes para dicho evento.
|                                                            |                                                                     |
|                                                            |                                                                     |
| Estadio Maracaná Ciudad: Ciudad de Panamá Capacidad: 5.500 | Estadio Rommel Fernández Ciudad: Ciudad de Panamá Capacidad: 32.000 |

## Fase de Campeonato de CONCACAF
Bajo el nuevo formato, para aumentar el número de partidos significativos, Los dos mejores equipos de los grupos A, B y C avanzarán a la siguiente fase de clasificación.

### Grupo A
| Pos. | Equipo      | Pts. | PJ | G | E | P | GF | GC | Dif. | Clasificación          |
| ---- | ----------- | ---- | -- | - | - | - | -- | -- | ---- | ---------------------- |
| 1    | Panamá (H)  | 7    | 3  | 2 | 1 | 0 | 5  | 2  | +3   | Ronda de Clasificación |
| 2    | Honduras    | 6    | 3  | 2 | 0 | 1 | 8  | 5  | +3   | Ronda de Clasificación |
| 3    | Curazao (E) | 3    | 3  | 1 | 0 | 2 | 1  | 4  | −3   |                        |
| 4    | Haití (E)   | 1    | 3  | 0 | 1 | 2 | 1  | 4  | −3   |                        |

 Fuente: CONCACAF
| 21 de abril de 2017, 20:00 | Curazao       | 1:0 (1:0) | Haití | Estadio Maracaná de Panamá, Panamá |                               |
|                            | Bernadina 43' | Reporte   |       | Árbitro(s): Michele Rodríguez      | Árbitro(s): Michele Rodríguez |

| 21 de abri de 2017, 00:00 | Panamá                             | 4:2 (2:1) | Honduras                   | Estadio Maracaná de Panamá, Panamá  |                                     |
|                           | Guerrero 21' 24' · Orelien 87' 90' | Reporte   | Oseguera 16' · Estrada 49' | Árbitro(s): Ismael Cornejo Meléndez | Árbitro(s): Ismael Cornejo Meléndez |

| 24 de abril de 2017, 00:00 | Honduras                            | 3:0 (0:0) | Curazao | Estadio Maracaná de Panamá, Panamá |                                 |
|                            | Estrada 50' 53' · Castellanos 90+3' | Reporte   |         | Árbitro(s): Juan Calderón Pérez    | Árbitro(s): Juan Calderón Pérez |

| 24 de abril de 2017, 00:00 | Panamá | 0:0     | Haití | Estadio Maracaná de Panamá, Panamá |                                |
|                            |        | Reporte |       | Árbitro(s): Armando Villarreal     | Árbitro(s): Armando Villarreal |

| 27 de abril de 2017, 18:00 | Honduras                            | 3:1 (0:1) | Haití        | Estadio Maracaná de Panamá, Panamá  |                                     |
|                            | Bonilla 70' · Mejía 82' · Palma 88' | Reporte   | Leveille 10' | Árbitro(s): Bryan López Castellanos | Árbitro(s): Bryan López Castellanos |

| 27 de abril de 2017, 20:30 | Panamá       | 1:0 (1:0) | Curazao | Estadio Maracaná de Panamá, Panamá |                           |
|                            | Guerrero 35' | Reporte   |         | Árbitro(s): Adrián Skeete          | Árbitro(s): Adrián Skeete |

### Grupo B
| Pos. | Equipo      | Pts. | PJ | G | E | P | GF | GC | Dif. | Clasificación          |
| ---- | ----------- | ---- | -- | - | - | - | -- | -- | ---- | ---------------------- |
| 1    | Costa Rica  | 9    | 3  | 3 | 0 | 0 | 8  | 2  | +6   | Ronda de Clasificación |
| 2    | Cuba        | 4    | 3  | 1 | 1 | 1 | 4  | 5  | −1   | Ronda de Clasificación |
| 3    | Canadá (E)  | 3    | 3  | 1 | 0 | 2 | 4  | 4  | 0    |                        |
| 4    | Surinam (E) | 1    | 3  | 0 | 1 | 2 | 1  | 6  | −5   |                        |

 Fuente: CONCACAF
| 22 de abril de 2017, 00:00 | Cuba       | 1:1 (0:0) | Surinam     | Estadio Maracaná de Panamá, Panamá |                             |
|                            | Rendón 58' | Reporte   | Aloewel 83' | Árbitro(s): Gladwyn Johnson        | Árbitro(s): Gladwyn Johnson |

| 22 de abril de 2017, 00:00 | Costa Rica       | 2:1 (1:0) | Canadá    | Estadio Maracaná de Panamá, Panamá  |                                     |
|                            | Alfaro 44' 90+4' | Reporte   | Rocco 51' | Árbitro(s): Bryan López Castellanos | Árbitro(s): Bryan López Castellanos |

| 25 de abril de 2017, 00:00 | Canadá         | 1:2 (0:1) | Cuba                  | Estadio Maracaná de Panamá, Panamá |                              |
|                            | Hojabrpour 71' | Reporte   | Romero 26' · Cruz 59' | Árbitro(s): Daneon Parchment       | Árbitro(s): Daneon Parchment |

| 25 de abril de 2017, 00:00 | Costa Rica                             | 3:0 (1:0) | Surinam | Estadio Maracaná de Panamá, Panamá |                                    |
|                            | Cordero 14' · Abarca 64' · Montero 80' | Reporte   |         | Árbitro(s): Luis Santander Aguirre | Árbitro(s): Luis Santander Aguirre |

| 28 de abril de 2017, 00:00 | Canadá        | 2:0 (1:0) | Surinam | Estadio Maracaná de Panamá, Panamá |                                |
|                            | David 13' 57' | Reporte   |         | Árbitro(s): Armando Villarreal     | Árbitro(s): Armando Villarreal |

| 28 de abril de 2017, 00:00 | Costa Rica                                | 3:1 (1:0) | Cuba        | Estadio Maracaná de Panamá, Panamá |                             |
|                            | Coll 37' (a.g.) · Gómez 68' · Jarquin 71' | Reporte   | Polanco 49' | Árbitro(s): Héctor Martínez        | Árbitro(s): Héctor Martínez |

### Grupo C
| Pos. | Equipo          | Pts. | PJ | G | E | P | GF | GC | Dif. | Clasificación          |
| ---- | --------------- | ---- | -- | - | - | - | -- | -- | ---- | ---------------------- |
| 1    | Estados Unidos  | 9    | 3  | 3 | 0 | 0 | 10 | 3  | +7   | Ronda de Clasificación |
| 2    | México          | 6    | 3  | 2 | 0 | 1 | 14 | 5  | +9   | Ronda de Clasificación |
| 3    | Jamaica (E)     | 3    | 3  | 1 | 0 | 2 | 4  | 11 | −7   |                        |
| 4    | El Salvador (E) | 0    | 3  | 0 | 0 | 3 | 1  | 10 | −9   |                        |

 Fuente: CONCACAF
| 23 de abril de 2017, 00:00 | Jamaica | 0:5 (0:0) | Estados Unidos                                         | Estadio Maracaná de Panamá, Panamá |                           |
|                            |         | Reporte   | Durkin 53' · Weah 77' · Sarget 87' · Akinola 88' 90+2' | Árbitro(s): Adrián Skeete          | Árbitro(s): Adrián Skeete |

| 23 de abril de 2017, 00:00 | México                                                                        | 6:0 (4:0) | El Salvador | Estadio Maracaná de Panamá, Panamá |                             |
|                            | Menjíar 1' (a.g.) · Olivas 31' · López 35' 46' · Ávila 41' (a.g.) · Maeda 75' | Reporte   |             | Árbitro(s): Héctor Martínez        | Árbitro(s): Héctor Martínez |

| 26 de abril de 2017, 00:00 | El Salvador         | 1:3 (0:1) | Jamaica                          | Estadio Maracaná de Panamá, Panamá |                            |
|                            | Cerritos 53' (pen.) | Reporte   | McIntonsh 18' · Parris 83' 90+1' | Árbitro(s): Rodphin Harris         | Árbitro(s): Rodphin Harris |

| 26 de abril de 2017, 00:00 | México                                   | 3:4 (2:2) | Estados Unidos                            | Estadio Maracaná de Panamá, Panamá |                                 |
|                            | De la Rosa 6' 44' · Lindsey 90+2' (a.g.) | Reporte   | Sargent 26' 40' · Ferri 51' · Akinola 84' | Árbitro(s): José Kellys Marquez    | Árbitro(s): José Kellys Marquez |

| 29 de abril de 2017, 00:00 | México                                       | 5:1 (3:0) | Jamaica    | Estadio Maracaná de Panamá, Panamá |                                 |
|                            | Torres 24' 36' · López 32' 62' · Vázquez 61' | Reporte   | Varley 72' | Árbitro(s): Juan Calderón Pérez    | Árbitro(s): Juan Calderón Pérez |

| 29 de abril de 2017, 00:00 | El Salvador | 0:1 (0:0) | Estados Unidos | Estadio Maracaná de Panamá, Panamá |                               |
|                            |             | Reporte   | Jones 52'      | Árbitro(s): Michele Rodríguez      | Árbitro(s): Michele Rodríguez |

## Etapa Final de Clasificación

### Grupo D
| Pos. | Equipo         | Pts. | PJ | G | E | P | GF | GC | Dif. | Clasificación          |
| ---- | -------------- | ---- | -- | - | - | - | -- | -- | ---- | ---------------------- |
| 1    | Estados Unidos | 6    | 2  | 2 | 0 | 0 | 9  | 2  | +7   | Final y Mundial Sub-17 |
| 2    | Honduras       | 3    | 2  | 1 | 0 | 1 | 7  | 4  | +3   | Mundial Sub-17         |
| 3    | Cuba (E)       | 0    | 2  | 0 | 0 | 2 | 3  | 13 | −10  |                        |

 Fuente: CONCACAF
| 1 de mayo de 2017, 17:30 (UTC-5) | Cuba        | 1:7 (0:6) | Honduras                                                     | Estadio Maracaná de Panamá, Panamá |                                 |
|                                  | Savigne 87' | Reporte   | Mejía 11' 36' 42' · Palacios 16' 31' 73' · Pérez Norales 24' | Árbitro(s): José Kellys Márquez    | Árbitro(s): José Kellys Márquez |

| 3 de mayo de 2017, 15:30 (UTC-5) | Honduras | 0:3 (0:1) | Estados Unidos                | Estadio Maracaná de Panamá, Panamá |                                    |
|                                  |          | Reporte   | Sargent 26' 82' · Akinola 65' | Árbitro(s): Luís Santander Aguirre | Árbitro(s): Luís Santander Aguirre |

| 5 de mayo de 2017, 17:30 (UTC-5) | Cuba                             | 2:6 (1:3) | Estados Unidos                                                                      | Estadio Maracaná de Panamá, Panamá |                              |
|                                  | Savigne 19' · Vasquez 47' (a.g.) | Reporte   | Vassilev 16' · Coll 37' (a.g.) · Carleton 39' · Jones 49' · Reynolds 84' · Weah 88' | Árbitro(s): Daneon Parchment       | Árbitro(s): Daneon Parchment |

### Grupo E
| Pos. | Equipo        | Pts. | PJ | G | E | P | GF | GC | Dif. | Clasificación          |
| ---- | ------------- | ---- | -- | - | - | - | -- | -- | ---- | ---------------------- |
| 1    | México        | 6    | 2  | 2 | 0 | 0 | 7  | 1  | +6   | Final y Mundial Sub-17 |
| 2    | Costa Rica    | 3    | 2  | 1 | 0 | 1 | 3  | 7  | −4   | Mundial Sub-17         |
| 3    | Panamá (H, E) | 0    | 2  | 0 | 0 | 2 | 1  | 3  | −2   |                        |

 Fuente: CONCACAF
| 1 de mayo de 2017, 20:00 (UTC-5) | Costa Rica            | 2:1 (2:1) | Panamá       | Estadio Maracaná de Panamá, Panamá  |                                     |
|                                  | Alfaro 31' · Arce 41' | Reporte   | Guerrero 44' | Árbitro(s): Bryan López Castellanos | Árbitro(s): Bryan López Castellanos |

| 3 de mayo de 2017, 18:00 (UTC-5) | Panamá | 0:1 (0:1) | México     | Estadio Maracaná de Panamá, Panamá  |                                     |
|                                  |        | Reporte   | Torres 32' | Árbitro(s): Ismael Cornejo Meléndez | Árbitro(s): Ismael Cornejo Meléndez |

| 5 de mayo de 2017, 20:00 (UTC-5) | Costa Rica | 1:6 (1:3) | México                                                               | Estadio Maracaná de Panamá, Panamá |                                |
|                                  | Abarca 4'  | Reporte   | Olivas 2' 40' (pen.) · De la Rosa 20' · López 30' 51' · Sandoval 80' | Árbitro(s): Armando Villarreal     | Árbitro(s): Armando Villarreal |

## Final
La final del torneo se desarrolló entre los ganadores de cada grupo de la Etapa Final de Clasificación que se llevó a cabo el día 7 de mayo de 2017 a las 3:00 p. m. UTC-5.
| 7 de mayo de 2017, 15:00 (UTC-5) | Estados Unidos                          | 1:1 (0:0) (4:5 p.)         | México                                           | Estadio Rommel Fernández, Panamá |                             |
|                                  | Carleton 62'                            | Reporte                    | Robles 90+2'                                     | Árbitro(s): Héctor Martínez      | Árbitro(s): Héctor Martínez |
|                                  |                                         | Tiros desde el punto penal |                                                  |                                  |                             |
|                                  | Sargent · Weah · Goslin · Watts · Sands |                            | López · Robles · Torres · Gutiérrez · De la Rosa |                                  |                             |

| Bandera de México |
| Campeón           |
| México            |
| 7º título         |

## Clasificados alMundial Sub-17 India 2017
| Bandera de Costa Rica | Bandera de México     | Bandera de Honduras   | Bandera de Estados Unidos |
| Costa Rica            | México                | Honduras              | Estados Unidos            |
| 2° Grupo B            | Campeón               | 2° Grupo A            | Subcampeón                |
| Clasificado: 03/05/17 | Clasificado: 03/05/17 | Clasificado: 03/05/17 | Clasificado: 05/05/17     |

| Predecesor: Honduras 2015 | Campeonato Sub-17 de la Concacaf XVIII edición | Sucesor: Estados Unidos 2019 |

- Datos: Q25239604